# روز هیل، نیو ساوت ولز
روز هیل (به انگلیسی: Rouse Hill) یک حومه شهر در استرالیا است که در نیو ساوت ولز واقع شده‌است.

## نگارخانه

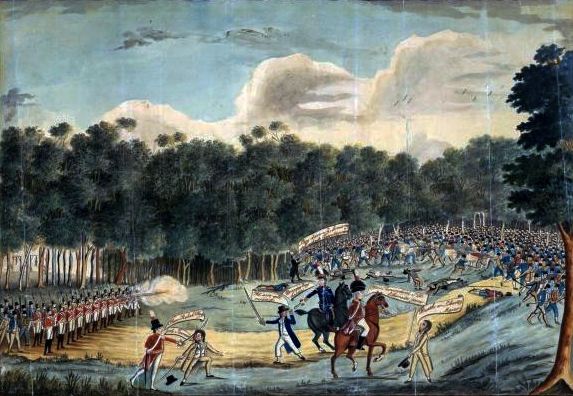
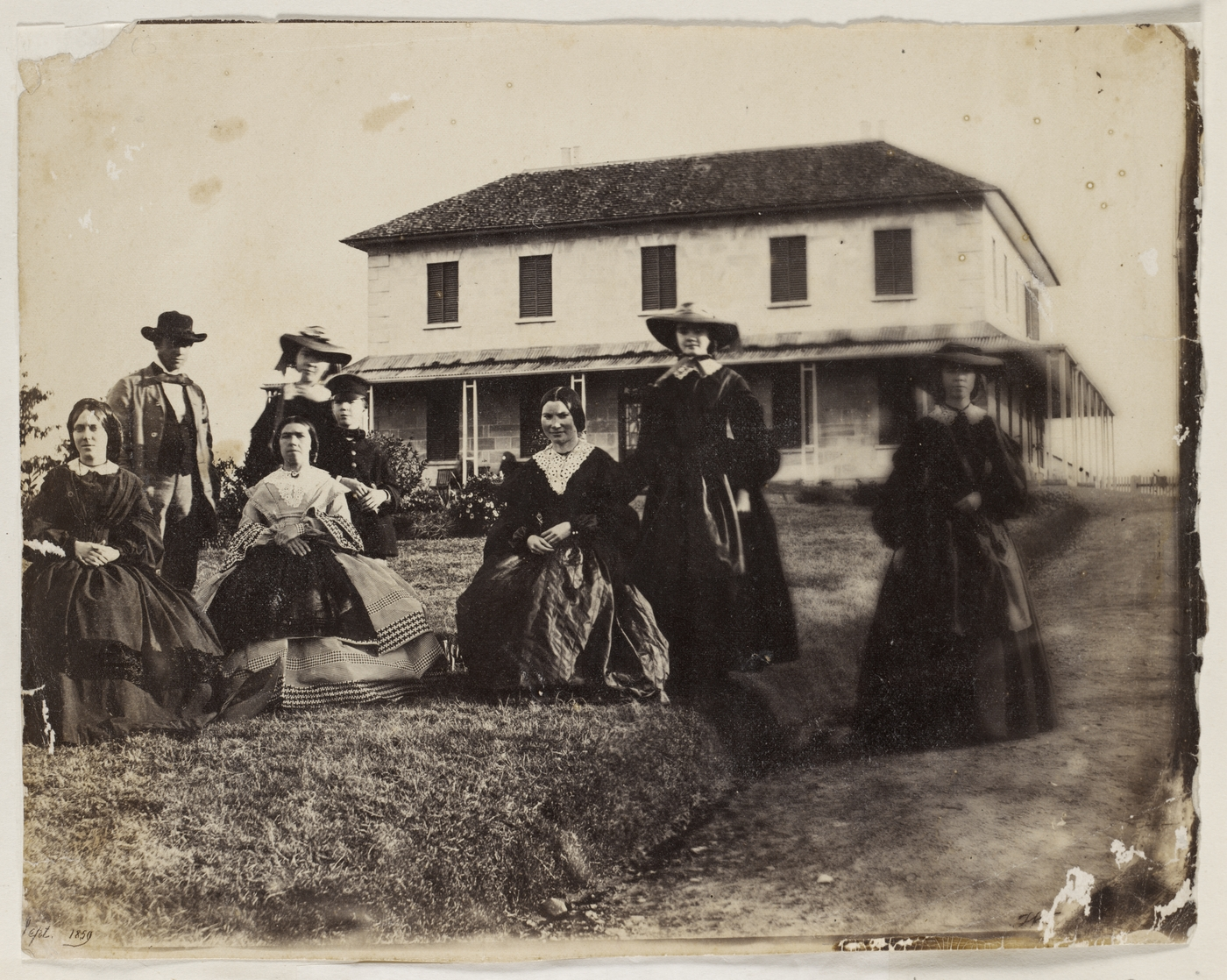
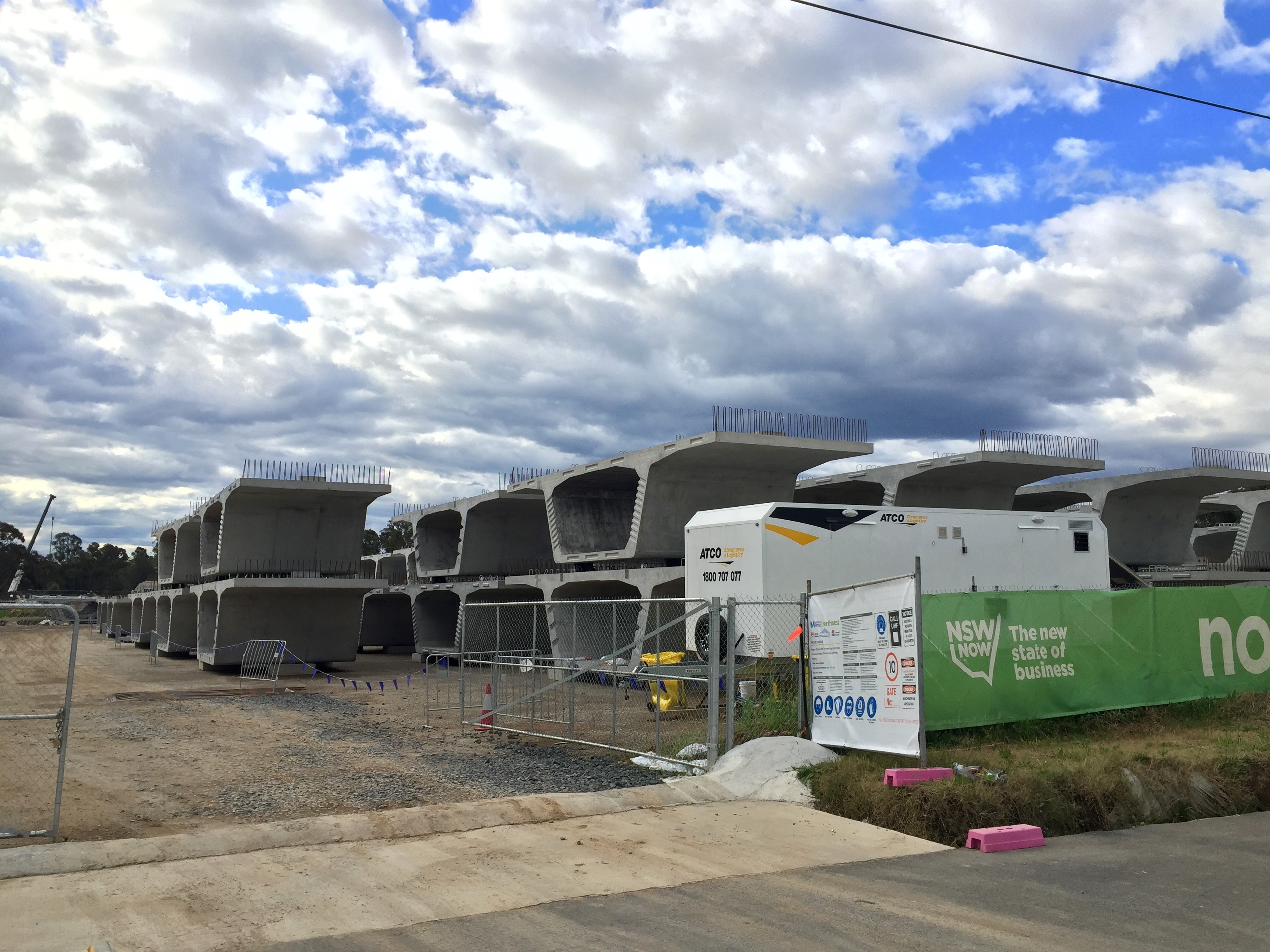
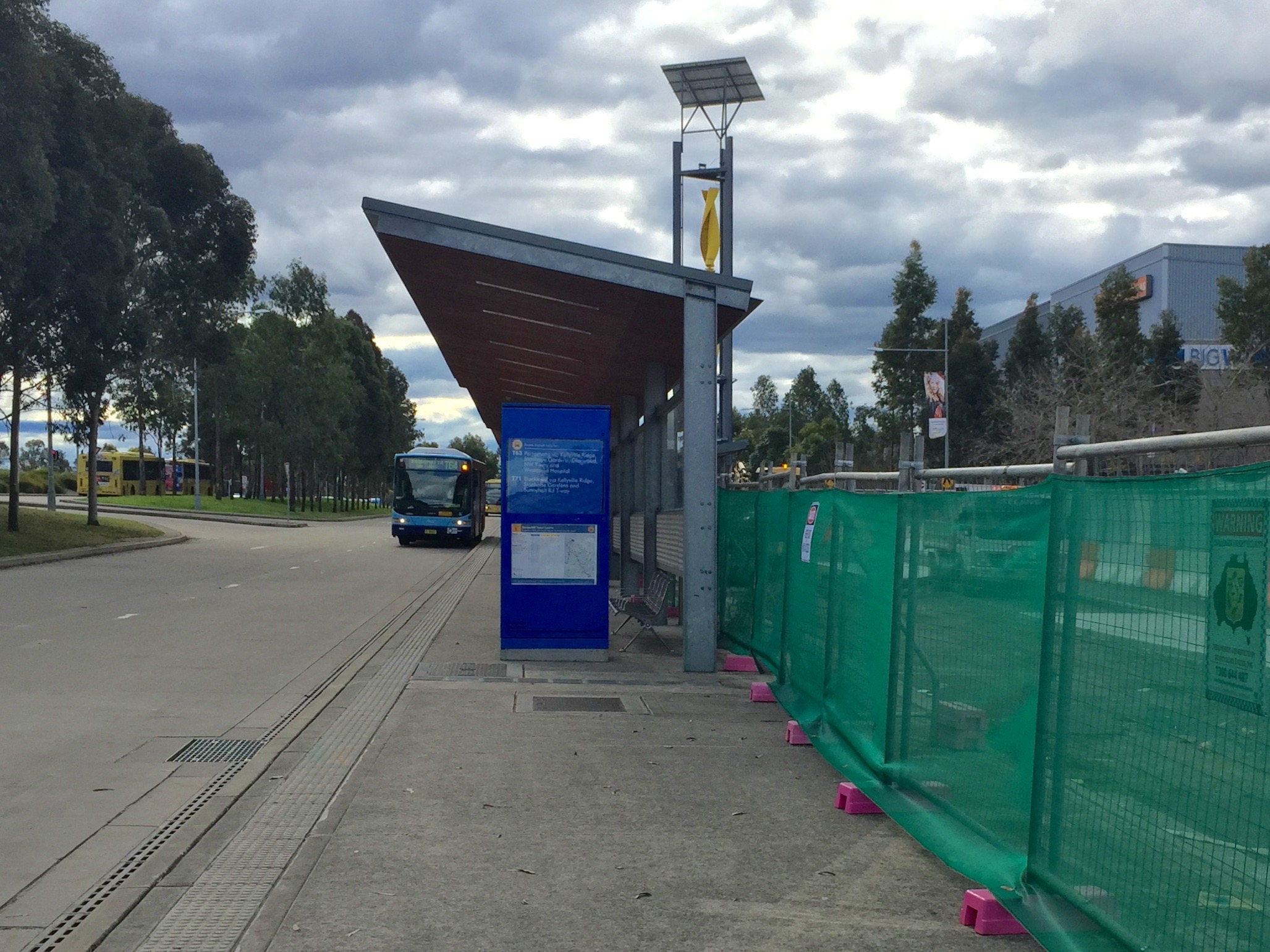